# Eutrichomelina
Eutrichomelina är ett släkte av tvåvingar. Eutrichomelina ingår i familjen kärrflugor.
Kladogram enligt Catalogue of Life:
| Eutrichomelina | \| \| Eutrichomelina albibasis \| \| \| \| \| \| Eutrichomelina fulvipennis \| \| \| \| |
|                | \| \| Eutrichomelina albibasis \| \| \| \| \| \| Eutrichomelina fulvipennis \| \| \| \| |
|                | Eutrichomelina albibasis                                                                |
|                |                                                                                         |
|                | Eutrichomelina fulvipennis                                                              |
|                |                                                                                         |